# Джон Мот
Джон Мот (на английски: John Raleigh Mott) е американски теолог. Председател на Международния мисионерски съвет и на Международния съюз на Младежките християнски организации YMCA, носител на Нобелова награда за мир за 1946 г. заедно с Емили Болч.

## Произход и образование (1865 – 1888)
Роден е на 25 май 1865 година в Ливингстън Мейнър, щат Ню Йорк, САЩ, трето дете в методитското семейството на Джон Мот и Елмира Додж. Когато е на 2-годишна възраст семейството му се премества в Поствил в североизточнта част на щата Айова, където баща му развива процъфтяваща търговия с железарски стоки, а по-късно става и кмет.
На 16 години Мот постъпва в малък методитски колеж във Файет, където усърдно изучава история и литература. Като решава да работи в областта на политиката и юрисдикцията, през 1885 г. Мот се записва в Университет „Корнел“. Там участва в дейността на Християнското младежко сдружение (ИМКА). През 1886 г. слуша случайно лекция на английския проповедник Д. Стад. Впечатлен от него на следващия ден пише на родителите си и им съобщава за намерението си да служи на идеалите на християнското студентско движение. Избран за президент на Корнелския отдел на ИМКА, той използва ораторските си способности за разширяване на състава на сдружението и за събиране на средства за построяване на здание на ИМКА на територията на университета.
През 1888 г. Мот завършва университета с бакалавърска степен в областта на историята, политическите науки и философията.

## ИМКА (1888 – 1945)
Мот е избран за национален секретар на междууниверситетския комитет на ИМКА и остава на този пост в продължение на двадесет и седем години. Като пътува по САЩ и Канада, той привлича нови членове и създава отдели на ИМКА в колежите. Негова заслуга е основаването на Студентското доброволно движение на чуждестранните мисии. Хиляди американски и канадски доброволци отиват да разпространяват своите възгледи сред студентите от цял свят.
През 1891 г. Мот се жени за английската учителка Лейла Ада Уайт, която му ражда четири деца. В годината на сватбата си Мот предприема своето първо презокеанско пътуване посещавайки Англия, където се запознава с юношеското християнско движение. Следващите четири години донасят на ИМКА големи успехи – числеността на сдружението в колежите нараства двойно, под ръководството на Мот обединилите се млади християни от Великобритания и Швеция създават Световната студентска християнска федерация. През 1895 г. на първата ѝ конференция във Вадстена (Швеция) присъстват представители на десет страни.
През 1895 г., пътувайки по света, Мот организира национални студентски организации в Индия, Китай, Япония, Австралия, Нова Зеландия, в Близкия изток и в Европа. В същото време Мот пише книги, статии, памфлети, в които пропагандира християнските идеали и мисионерската дейност.
През 1910 г. Мот председателства Световната мисионерска конференция в Единбург, Шотландия. Като председател на постоянния комитет, който ръководи дейността на организацията между конференциите, през 1912 – 1913 г. Мот заминава за Азия, където присъства на регионални срещи, създава студентски организации и се изказва пред големи аудитории. Въпреки консервативната опозиция, той настоява достъпът до мисионерска дейност да бъде открит за студентите от всички раси и националности. Мот е дотолкова предан на движението, че когато президентът Удроу Уилсън му предлага през 1913 г. да стане посланик на САЩ в Китай, той отказва.
Със започването на Първата световна война Мот се опитва да запази връзката между групировките на ИМКА в Европа. Не постига успех и насочва своята енергия за помагане на военнопленници и бежанци чрез постоянен комитет. През 1915 г. е избран за ръководител на американския отдел на ИМКА и за генерален секретар на Националния съвет за военна помощ. С негово участие Съветът събира почти 200 млн. долара за мероприятия на ИМКА. Мот работи в Мексиканската комисия на президента Уилсън, а през 1917 г. заминава със специална делегация за Русия. След войната присъства на Парижката мирна конференция, където защитава свободата на религията.
Световната мисионерска конференция през 1921 г. е преобразувана в Световен съвет и Мот става негов председател. През 20-те и 30-те години той пътува много по поръка на Съвета и на Световния комитет на ИМКА. През 1926 г. напуска ръководството на американския отдел, за да оглави световната организация.
С началото на Втората световна война, на 74-годишна възраст, Мот организира непрекъснато кампании за събиране на средства за програмата на ИМКА за помощ на военнопленниците.

## Последни години (1945 – 1955)
Последните десет години от живота си Мот прекарва в Орландо в щата Флорида, отдаден на почивката. През 1952 г. умира първата му жена и той се жени отново за Агнес Питър.
Умира на 31 януари 1955 година в Орландо на 89-годишна възраст.